# Giorgio Rosa
Pour les articles homonymes, voir Rosa.
Giorgio Rosa (Bologne, 19 février 1925 – Bologne, 2 mars 2017) est un ingénieur italien. Il est connu pour avoir conçu, dessiné et réalisé l'Île de la Rose.

## Biographie
Giorgio Rosa est né à Bologne en 1925 et s'enrôle très jeune dans la République sociale italienne. Diplômé en génie mécanique à Bologne en 1950, il exerce le métier, en plus d'être consultant et enseignant.
Entre la fin des années 1950 et 1967, il conçoit, dessine et dirige les travaux de construction de l'Île Rose, une plate-forme artificielle de 400 m2 construite dans la mer Adriatique, à environ 11 km au large de Rimini, en dehors des eaux territoriales italiennes,.
En février 1960, il épouse Gabriella Chierici, avec qui il a un fils : Lorenzo.

## Filmographie
- 2020 : Elio Germano interprète  Giorgio Rosa dans le film italien L'Incroyable Histoire de l'Île de la Rose[3],[4].